# كيا إسكيون
كيا إسكيون هو لاعب كرة سلة صيني. مثّل منتخب بلاده. شارك في دورة الألعاب الأولمبية الصيفية سنة 1948.

## روابط خارجية
- كيا إسكيون على موقع الاتحاد الدولي لكرة السلة (الإنجليزية)
- كيا إسكيون على موقع سبورتس رفرنس (الإنجليزية)
- كيا إسكيون على موقع اللجنة الأولمبية الدولية (الإنجليزية)
- كيا إسكيون على موقع أوليمبيديا (الإنجليزية)